# Grady Booch
Grady Booch (Texas, 27 februari 1955) is een Amerikaanse informaticus, en een pionier op het gebied van de modulair en objectgeoriënteerde sofwareontwikkeling, zoals de Ada (programmeertaal) en C++. Hij is verder bekend als ontwerper van de objectgeoriënteerde modelleertechniek, de Booch methode, en als medeontwikkelaar van de Unified Modeling Language.

## Biografie
Grady Booch is geboren in 1955 in Texas en groeide op in Amarillo, Texas. Booch toonde op jonge leeftijd al interesse voor informatietechnologie en bouwde zijn eerste computer op de middelbare school. In 1977 behaalde hij een Bachelor diploma aan de United States Air Force Academy en in 1979 een Master of Science in elektrotechniek aan de Universiteit van Californië.
Booch werkte eerst enige jaren bij de Amerikaanse luchtmacht en was onder andere betrokken bij het SDI "Star Wars" project. Hier maakte hij kennis met de massieve software ontwikkelingsprojecten, en leerde de noodzaak om helder te denken over methodologie voor softwareontwikkeling. Sinds 1980 is hij hoofd wetenschapper bij de Rational Software Corporation in Santa Clara in Californië. Tezamen met Ivar Jacobson en James Rumbaugh ontwikkelde hij de eerste versie van de Unified Modeling Language, die rond 1995 werd gelanceerd.
Sinds 1995 is hij fellow bij de Association for Computing Machinery en in 2003 is hij ook benoemd als IBM fellow. In 2007 is hij onderscheiden met de Dr. Dobb's Journal excellence in programming Award. In 2012 won hij de Lovelace Medal, uitgereikt door de British Computer Society.

## Werk
Booch is het bekendst van de ontwikkeling van de Unified Modeling Language met Ivar Jacobson en James Rumbaugh. Hij ontwikkelde ook de Booch methode voor softwareontwikkeling, die hij presenteerde in het boek Object Oriented Analysis and Design with Applications  in 1991.

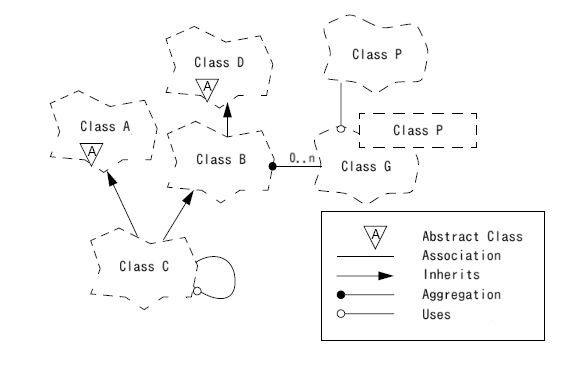
Klassediagram met de Booch methode voorgesteld.

De Booch methode is een techniek die wordt gebruikt bij software engineering. Het is een objectgeoriënteerde modelleertaal en een methodologie, die veelvuldig is gebruikt in de objectgeoriënteerde analyse en ontwerp. Verschillende beginselen zijn verder overgenomen en verder ontwikkeld in het Rational Unified Process en in de Unified Modeling Language.

## Publicaties
- 1983, Software Engineering with Ada. Benjamin/Cummings. ISBN 0-8053-0604-8.
- 1987, Software Components with Ada
- 1991/1994, Object Oriented Design with Applications
- 1995, Object Solutions: Managing the Object-Oriented Project. Pearson Education. ISBN 0-8053-0594-7.
- 1999, The Unified Software Development Process. Met Ivar Jacobson en James Rumbaugh. Prentice Hall. ISBN 978-0201571691.
- 2000, The Complete UML Training Course. Met James Rumbaugh en Ivar Jacobson. Prentice Hall. ISBN 0-13-087014-5.
- 2004, The Unified Modeling Language Reference Manual, Second Edition. Met James Rumbaugh en Ivar Jacobson. Addison-Wesley. ISBN 978-0321245625.
- 2007, Object-Oriented Analysis and Design with Applications. Addison-Wesley. ISBN 0-2018-9551-X.